# دهوک قریشیان
دهوک قریشیان (به انگلیسی: Dhoke Qureshian) یک روستا در پاکستان است که در پنجاب واقع شده‌است.